# Ackerhackrain
Ackerhackrain bezeichnet eine extensive Landwirtschaft zumeist in Terrassenlagen. Durch ihre schwierige Erreichbarkeit können sie nur in Handarbeit – mit der Hacke – bestellt werden.
Die Mitte bis Ende des 19. Jahrhunderts brachgefallenen Weinberge wurden als Grünland und bis Mitte des 20. Jahrhunderts oftmals sogar noch als Ackerhackrain genutzt. Diese mageren Hanglagen  sind als Grenzertragsstandorte in den vergangenen Jahrzehnten zunehmend aus der Nutzung gefallen. Es entwickelten sich Pflanzenbestände, die die Hackraine zu wichtigen Standorten für den Naturschutz machen.